# Jürgen Lehmann (Schauspieler)
Jürgen Lehmann (* 1975 in Oberkirch) ist ein deutscher Schauspieler und Theaterregisseur.

## Leben
Jürgen Lehmann absolvierte sein Schauspielstudium von 1996 bis 2000 an der Universität der Künste Berlin.
Ab 1999 hatte er Engagements an der Berliner Volksbühne, am Deutschen Theater Berlin und am Berliner Ensemble, wo er in Inszenierungen von Karin Henkel, Einar Schleef, Cornelia Crombholz und Achim Freyer auftrat.
Seit 2004 arbeitet er, als Schauspieler und später dann hauptsächlich als Sprechchorleiter, regelmäßig mit dem Regisseur Ulrich Rasche zusammen. Mit Ulrich Rasche arbeitete er zunächst bei der Produktion 231 East 47th Street in den Berliner Sophiensälen zusammen. Als Sprechchorleiter war Lehmann erstmals bei Rasches erstem Chorprojekt Singing! Immateriell Arbeiten im Herbst 2004 im damals entkernten Palast der Republik beteiligt. Anschließend folgten mit Rasche zahlreiche weitere Projekte und Inszenierungen, an denen Lehmann als Schauspieler und vorwiegend als Sprechchorleiter beteiligt war, u. a. an der Berliner Volksbühne (2009), am Schauspiel Stuttgart, am Schauspiel Frankfurt (u. a. 2010, Wilhelm Meister mit Bettina Hoppe und Joachim Nimtz) und bei den Wiener Festwochen.
2012 realisierten Rasche und Lehmann eine Bühnenfassung des Michael Kohlhaas am Theater Bonn. Mit Fabian Hinrichs entwickelte Lehmann 2012 für die Berliner Festspiele das Schauspielprojekt Die Zeit schlägt dich tot. 2013 folgte mit Hinrichs am Schauspielhaus Hamburg das Theaterprojekt Ich.Welt.Wir. Es zischeln 1000 Fragen.
2018/19 war Lehmann Sprechchorleiter bei Rasches Inszenierungen von Die Perser (Salzburger Festspiele), Die Bakchen (Burgtheater Wien) und Elektra von Hugo von Hofmannsthal (Residenztheater München).
In der Spielzeit 2019/20 gastierte er als Schauspieler in Rasches Inszenierung von Sarah Kanes Theaterstück 4.48 Psychose am Deutschen Theater Berlin.
Jürgen Lehmann ist regelmäßig auch in Film- und Fernsehproduktionen zu sehen, wo er u. a. mit Harald Bergmann, Wolfgang Limmer, Uwe Frießner, Matthias Keilich, Maximilian Erlenwein, Felicitas Korn, Oliver Kienle, Moritz Krämer und Dustin Loose zusammenarbeitete.
In der sechsteiligen Mini-Serie ZERV – Zeit der Abrechnung (2022) spielte Lehmann den verzweifelten und zornigen Vater Roland Merker, der im wiedervereinigten Deutschland nach seiner Tochter sucht, die nach Merkers gescheiterter Republikflucht unter dem DDR-Regime zwangsadoptiert wurde.
Jürgen Lehmann lebt in Berlin.

## Filmografie (Auswahl)
- 2000: Heimliche Küsse – Verliebt in ein Sex-Symbol (Fernsehfilm)
- 2001: Absturz in die Todeszone (Fernsehfilm)
- 2002: Nicht Fisch, nicht Fleisch
- 2003: Scardanelli
- 2003: Wolffs Revier: Unwürdiger Zeuge (Fernsehserie, eine Folge)
- 2004/05: Blackout (Kurzfilm)
- 2006: SK Kölsch: Falks Fall (Fernsehserie, eine Folge)
- 2006: Auftauchen
- 2007: Alles was zählt (Fernsehserie, mehrere Folgen)
- 2008: Im Namen des Gesetzes: Der Tod kommt zweimal (Fernsehserie, eine Folge)
- 2010: Der letzte Bulle: Überlebenstraining (Fernsehserie, eine Folge)
- 2015: Bube stur
- 2016: Alarm für Cobra 11 – Die Autobahnpolizei: Risiko (Fernsehserie, eine Folge)
- 2016: SOKO Leipzig: Der Strahl (Fernsehserie, eine Folge)
- 2019: Der Bulle und das Biest: Ruf der Leere (Fernsehserie, eine Folge)
- 2020: Baby Bitchka
- 2022: ZERV – Zeit der Abrechnung (Fernsehserie, mehrere Folgen)
- 2022: SOKO Wismar: Tod und Korn (Fernsehserie, eine Folge)

## Hörspiele (Auswahl)
- 1998: Uta Ackermann: Das Blut der Distel (Arbi, Ljomas Bruder) – Regie: Ursula Weck (Original-Hörspiel – Deutschlandradio)